# After School Session
Albums de Chuck Berry
One Dozen Berrys
(1958)
Singles
1. No Money Down
Sortie : décembre 1955
2. Too Much Monkey Business
Sortie : septembre 1956
3. School Days
Sortie : mars 1957

After School Session est le premier album du guitariste, chanteur et auteur-compositeur américain Chuck Berry. Il est sorti en mai 1957 chez Chess Records.

## Histoire
Les douze chansons de l'album ont été enregistrées par Chuck Berry sur une période de deux ans. Wee Wee Hours provient de la toute première séance d'enregistrement du chanteur pour Chess Records, le 21 mai 1955, et elle est parue en face B du 45 tours Maybellene en juillet de la même année. No Money Down, Downbound Train, Roly Poly et Berry Pickin' ont été enregistrées le 20 décembre, et les deux premières sont sorties sur les deux faces d'un single au même moment. Le 16 avril 1956, c'est au tour de Too Much Monkey Business, Brown Eyed Handsome Man et Drifting Heart. Les deux premières voient le jour sur un 45 tours au mois de septembre. Havana Moon est enregistrée le 29 octobre. Enfin, School Days et Deep Feeling sont enregistrées le 21 janvier 1957 et publiées en single au mois de mars,.

## Titres

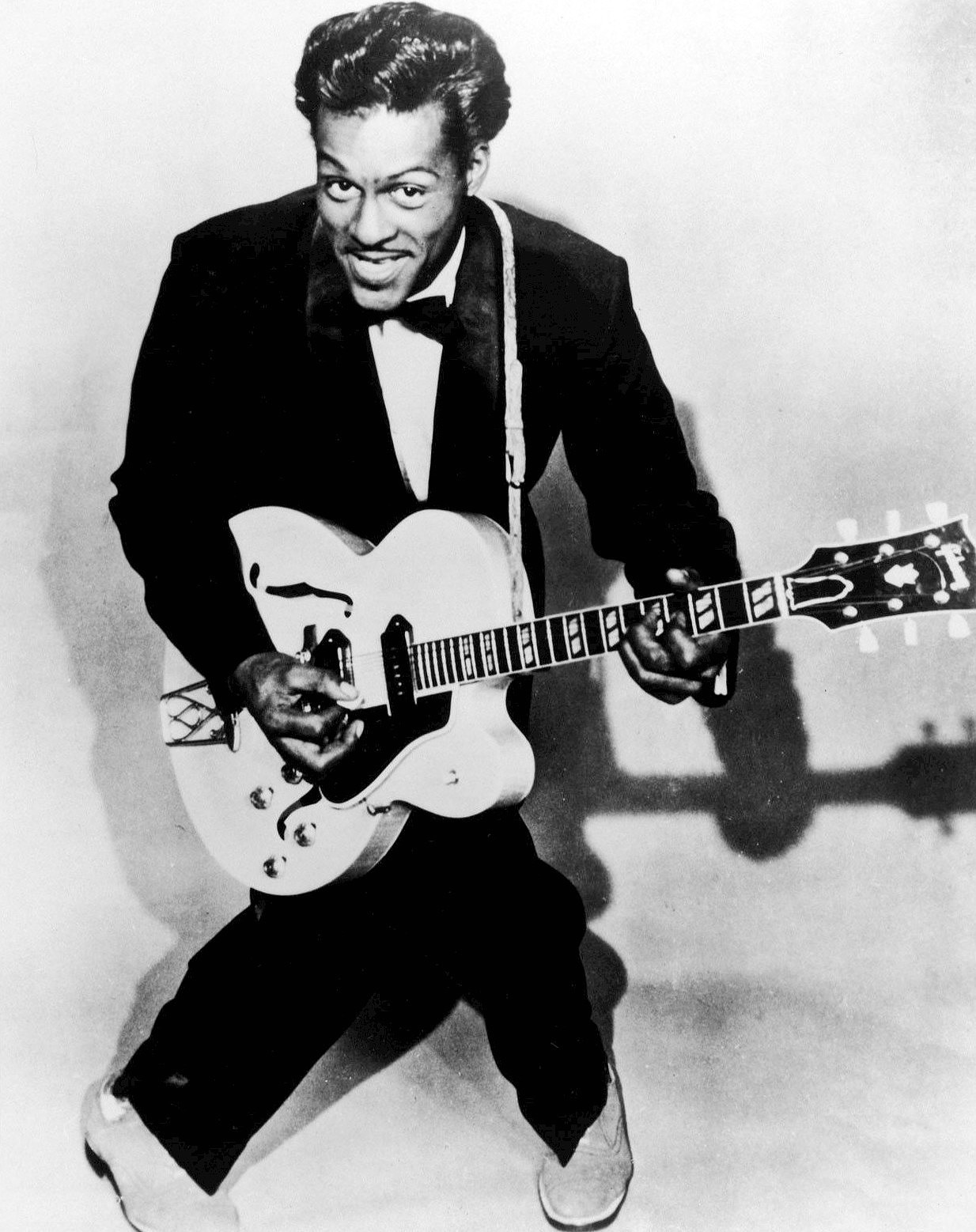
Chuck Berry en 1957, année de sortie de After School Session.

Toutes les chansons sont écrites et composées par Chuck Berry.

### Face 1
1. School Days – 2:43
2. Deep Feeling – 2:21
3. Too Much Monkey Business – 2:56
4. Wee Wee Hours – 3:05
5. Roly Poly – 2:51
6. No Money Down – 2:59

### Face 2
1. Brown Eyed Handsome Man – 2:19
2. Berry Pickin' – 2:33
3. Together (We Will Always Be) – 2:39
4. Havana Moon – 3:09
5. Downbound Train – 2:51
6. Drifting Heart – 2:50

## Musiciens
- Chuck Berry : chant, guitare, guitare steel sur Deep Feeling
- Jimmy Rogers : guitare
- Willie Dixon : contrebasse
- Johnnie Johnson, Otis Spann : piano
- Fred Below, Jasper Thomas, Ebby Hardy : batterie
- L. C. Davis : saxophone ténor sur Too Much Monkey Business et Drifting Heart
- Jerome Green : maracas sur Maybellene